# 弗利讷莱拉什
弗利讷莱拉什（法語：Flines-lez-Raches，法語發音：[flin le ʁaʃ]，意为“拉什附近的弗利讷”）是法国上法蘭西大區诺尔省的一个市镇，位于该省中南部，属于杜埃区。

## 地理
弗利讷莱拉什（50°25'36"N, 3°10'59"E）面积19.22 平方千米，位于法国上法蘭西大區北部省，该省份为法国最北部的省份及最长的省份，西北濒北海，西接加来海峡省，南至埃纳省和索姆省，东与比利时接壤。
与弗利讷莱拉什接壤的市镇（或旧市镇、城区）包括：库蒂什、昂耶、布维尼、福蒙、拉兰、马尔谢讷、拉什。
弗利讷莱拉什的时区为UTC+01:00、UTC+02:00（夏令时）。

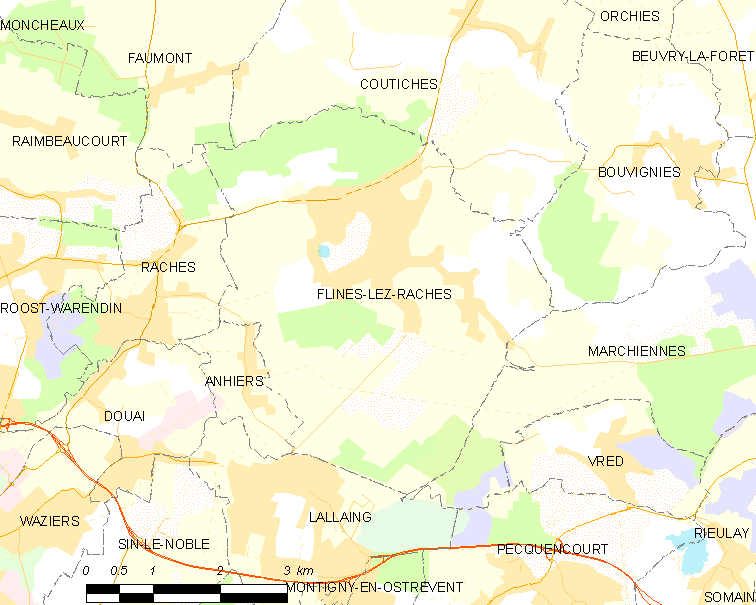
弗利讷莱拉什的OSM定位图

## 行政
弗利讷莱拉什的邮政编码为59148，INSEE市镇编码为59239。

## 政治
弗利讷莱拉什所属的省级选区为奥尔希县。

## 人口

1962-2008年间弗利讷莱拉什人口变化图示

弗利讷莱拉什于2022年1月1日时的人口数量为5677人。